# Jesus Jones
Jesus Jones is een band in de genres alternatieve rock en alternative dance uit de stad Bradford on Avon in het Engelse Wiltshire. De band werd eind 1988 opgericht. Het album Doubt en het daarvan afkomstige nummer Right Here, Right Now werden in 1991 genomineerd voor een Grammy. Verder is de band bekend van nummers als Info Freako, Real Real Real en International Bright Young Thing.

## Geschiedenis

### Oprichting enLiquidizer(1988-1989)
Eind 1988, tijdens een vakantie in Spanje, besloten Mike Edwards, Gen en Al Doughty de band waar ze destijds in zaten te verlaten en zelf een band op te richten. De naam kwam in ze op toen ze zich realiseerden dat ze drie "Joneses" waren op een Spaans strand vol met mannen genaamd Jesus. Terug in Londen plaatsten ze een advertentie voor een gitarist, waarna Jerry De Borg erbij kwam. Keyboardspeler Iain Baker ten slotte werd door Edwards gevraagd na een ontmoeting in een pub in noord-Londen.
Het combineren van rockmuziek met elementen uit electronische muziek had Jesus Jones begin jaren '90 gemeen met bands als The Shamen, Pop Will Eat Itself en EMF.
Het in oktober 1989 uitgebrachte eerste album, Liquidizer, en de daarvan afkomstige single Info Freako deden het goed.

### DoubtenPerverse(1990-1995)
In juni 1990 was de band te zien op Glastonbury. De band nam in het voorjaar van 1990 hun tweede album Doubt op, maar het kwam pas in januari 1991 op de markt. De single Right Here, Right Now haalde in het thuisland slechts de 31e plaats, maar in de Amerikaanse Billboard Hot 100 piekte het op nummer 2. Op de MTV Video Music Awards van 1991 was de band de enige uit het Verenigd Koninkrijk die in de prijzen viel.
Het derde studioalbum, Perverse, kwam uit in januari 1993 en bevatte een donkerder, meer industrial geluid. Het album deed het goed, maar bereikte toch niet de status van voorganger Doubt.

### AlreadyenLondon(1996-2003)

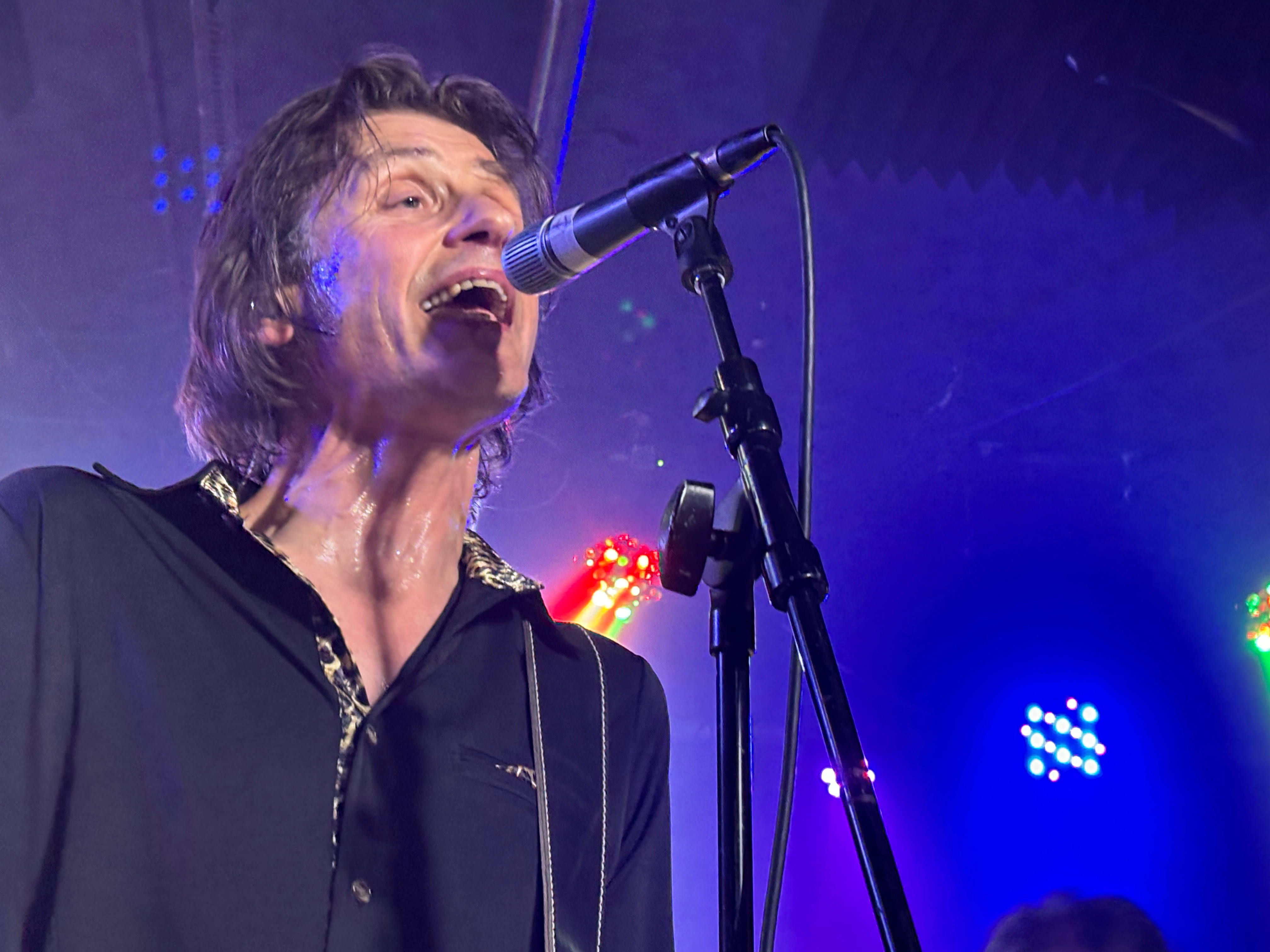
Mike Edwards tijdens een optreden in Asbury Park (New Jersey) in april 2024

Na Perverse trad een lange pauze in. Na de opname van het vierde studioalbum, Already, vertrok drummer Gen. Het album kwam uit in augustus 1997.
Met een nieuwe drummer, Tony Arthy, bracht de band in oktober 2001 het vijfde studioalbum uit, getiteld London.

### 2004 tot heden
In de periode vanaf 2001 is vrijwel geen nieuw materiaal van Jesus Jones meer verschenen, met uitzondering van EP Culture Vulture in 2004 en album Passages in 2018. De band toert echter nog wel.

## Bezetting
- Mike Edwards (geboren Michael James Edwards op 22 juni 1964) — zang, gitaar en keyboard (1988 tot heden)
- Jerry De Borg (geboren Jerry de Abela Borg op 30 oktober 1960 in de Londense wijk Kentish Town) — gitaar (1988 tot heden)
- Al Doughty (geboren Alan Jaworksi op 31 januari 1966 in Plymouth — basgitaar (1988 tot heden)
- Iain Baker (geboren Iain Richard Foxwell Baker op 29 september 1965 in Carshalton) — keyboards en programmering (1988 tot heden)
- Gen (geboren Simon Edward Robert Matthews op 23 april 1964 in Devizes) — drums en overige percussie (1988-1997 en 2014 tot heden)
- Tony Arthy — drums (1999-2013)